# Суланжи (Шер)
Суланжи́ (фр. Soulangis) — коммуна во Франции, находится в регионе Центр. Департамент — Шер. Входит в состав кантона Экс-д’Анжийон. Округ коммуны — Бурж.
Код INSEE коммуны — 18253.

## География

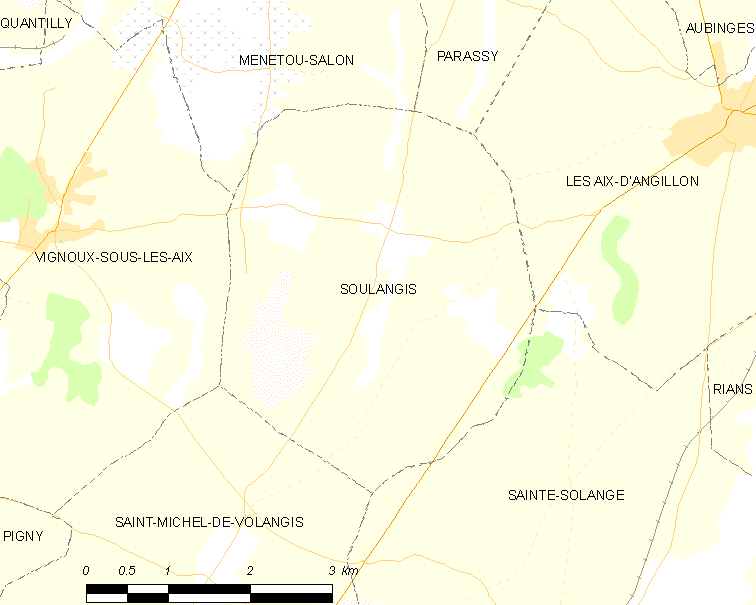
Карта коммуны

Коммуна расположена приблизительно в 190 км к югу от Парижа, в 95 км юго-восточнее Орлеана, в 15 км к северо-востоку от Буржа.
По территории коммуны протекают небольшие реки Ланжи (фр. Langis) и Пис-Вьей (фр. Pisse-Vieille).

## Население
Население коммуны на 2008 год составляло 439 человек.
| 1962 | 1968 | 1975 | 1982 | 1990 | 1999 | 2008 |
| ---- | ---- | ---- | ---- | ---- | ---- | ---- |
| 258  | 296  | 298  | 391  | 422  | 444  | 439  |

## Экономика
Основу экономики составляет сельское хозяйство.
В 2007 году среди 285 человек в трудоспособном возрасте (15-64 лет) 227 были экономически активными, 58 — неактивными (показатель активности — 79,6 %, в 1999 году было 74,0 %). Из 227 активных работали 216 человек (118 мужчин и 98 женщин), безработных было 11 (3 мужчин и 8 женщин). Среди 58 неактивных 22 человека были учениками или студентами, 17 — пенсионерами, 19 были неактивными по другим причинам.

## Достопримечательности
- Церковь Сен-Мартен (XII век)
  - Бронзовый колокол (XV век). Исторический памятник с 1908 года[3]
  - Надгробная плита на могиле Жан-Жака де Камбре, умершего в 1586 году. Исторический памятник с 1908 года[4]
- Феодальный мотт